# Observatoire de Toulouse
L'Observatoire de Toulouse est un observatoire astronomique français, fondé en 1733 dans la ville de Toulouse par l'académie des sciences, inscriptions et belles-lettres de Toulouse. Il est déplacé en 1841 à Jolimont, au sommet de la colline du Calvinet, dans le jardin de l'Observatoire puis encore en 1981 au campus scientifique de Toulouse-Rangueil. Il a depuis rejoint l'observatoire du Pic du Midi, pour devenir l'observatoire Midi-Pyrénées. Le bâtiment principal, créé par l'architecte Toulousain Urbain Vitry, et les trois bâtiments à coupole sont inscrits au titre des monuments historiques depuis 1987.

## Directeurs
- Frédéric Petit : 1838 - 1865 ;
- Théodore Despeyrous : 1865 - 1866 ;
- Pierre Daguin : 1866 - 1870 ;
- Félix Tisserand : 1873 - 1878 ;
- Benjamin Baillaud : 1879 - 1908 ;
- Eugène Cosserat : 1908 - 1931 ;
- Émile Paloque : 1931 - 1960 ;
- Roger Bouigues : 1961 - 1971 ;
- Jean Rösch : 1971 - 1981.

## Télescopes
L'observatoire comprend plusieurs coupoles abritant des télescopes. On dénombre ainsi :
- Le télescope équatorial photographique Henry-Gautier[2]
- La lunette méridienne[3]
- Le grand télescope de 83 centimètres de diamètre[4]
- La lunette de 38 centimètres sous la coupole Vitry[5]
- Le radiotélescope

## Galerie

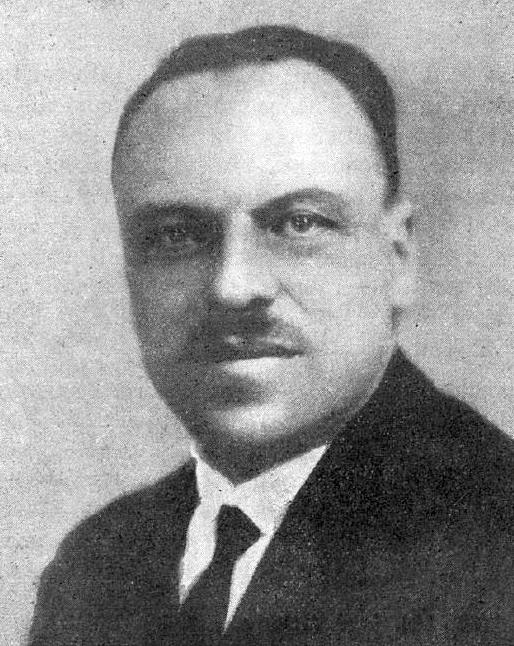
Émile Paloque en 1935.
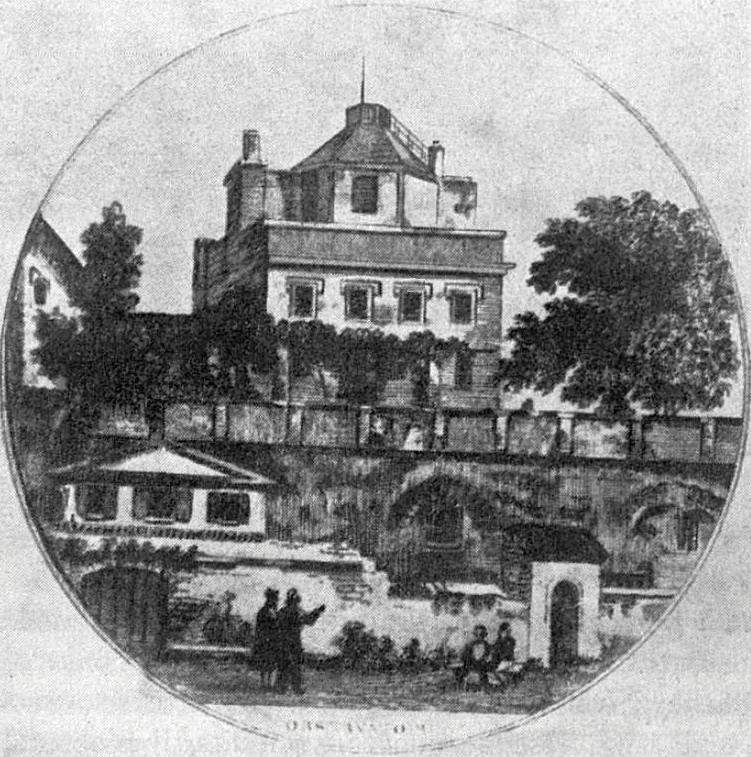
Le deuxième observatoire astronomique de Garipuy, utilisé de 1770 à 1841.
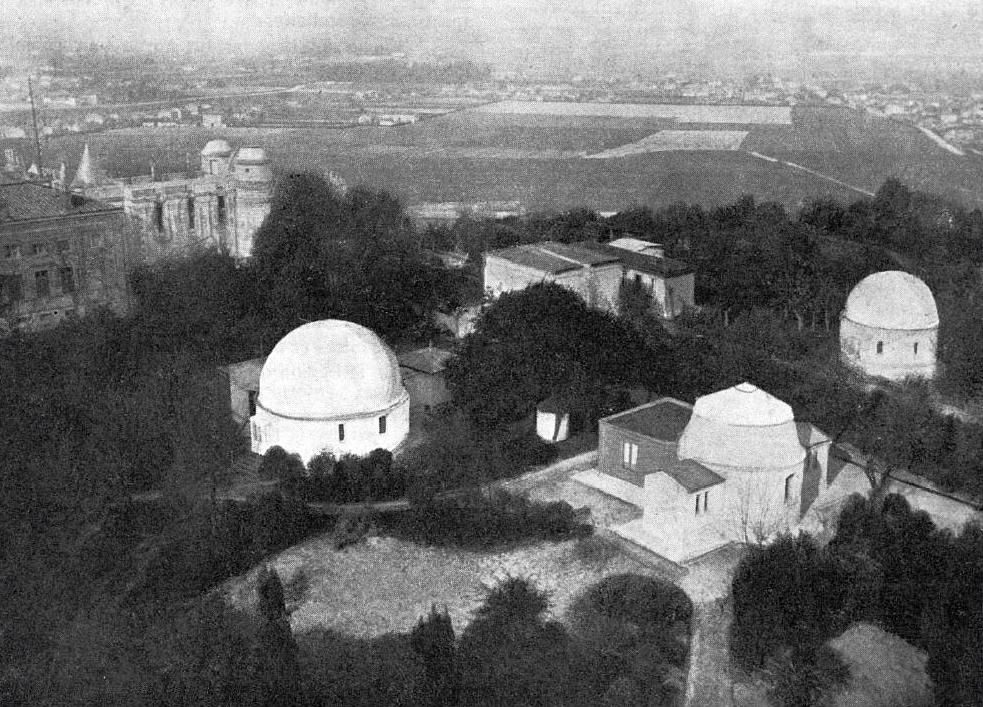
L'Observatoire en 1935.
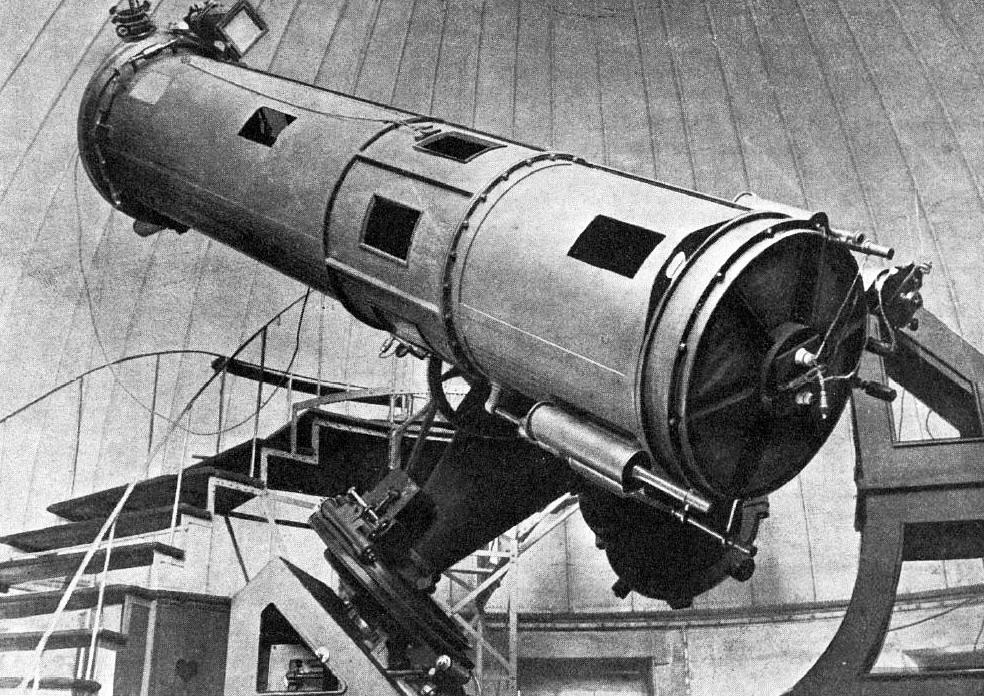
Le grand télescope de l'Observatoire en 1935 (dû à M. Gautier, œuvre des frères Henry), 0,85 mètre de diamètre.

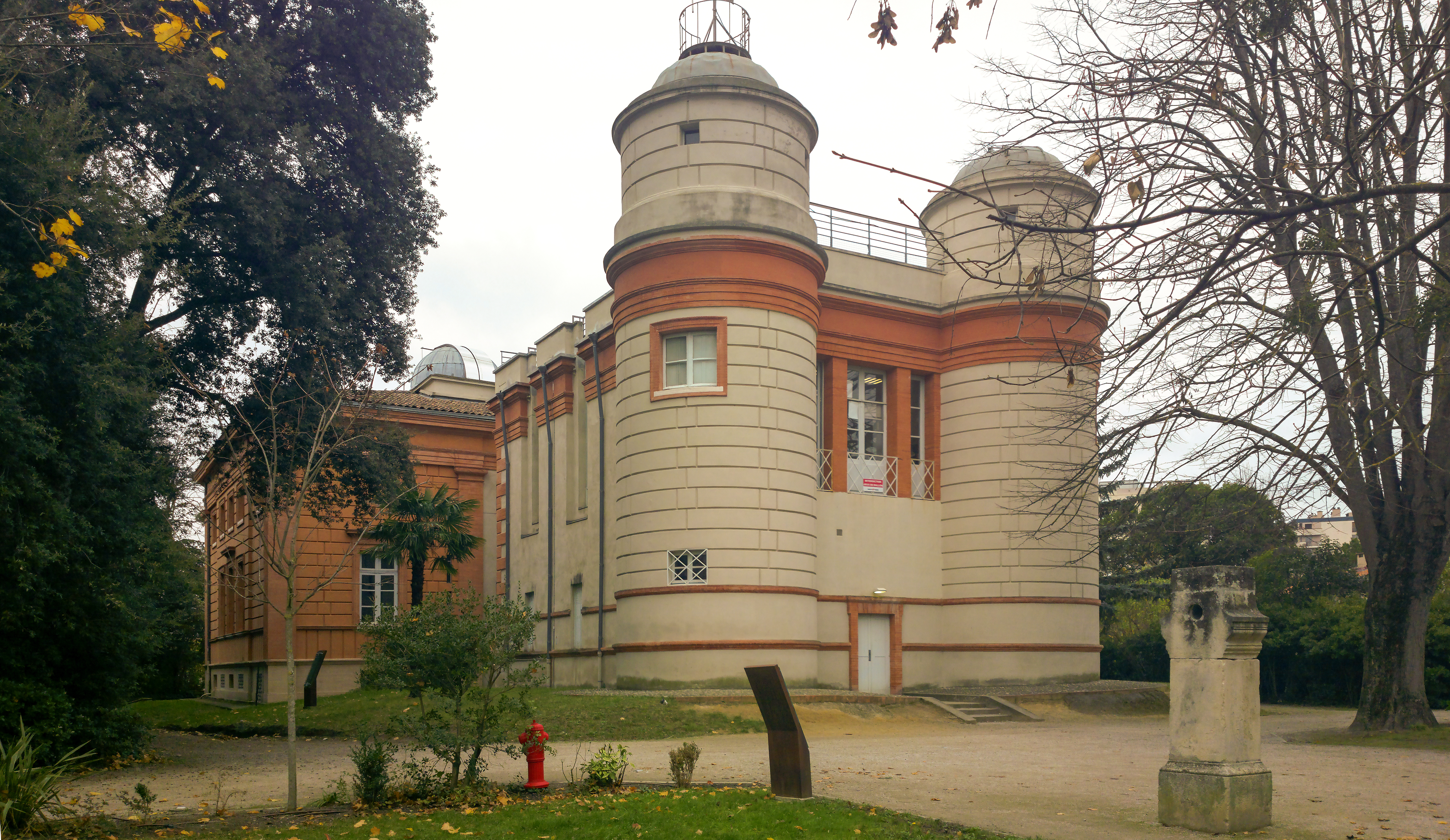
La façade Est du bâtiment d'Urbain Vitry.
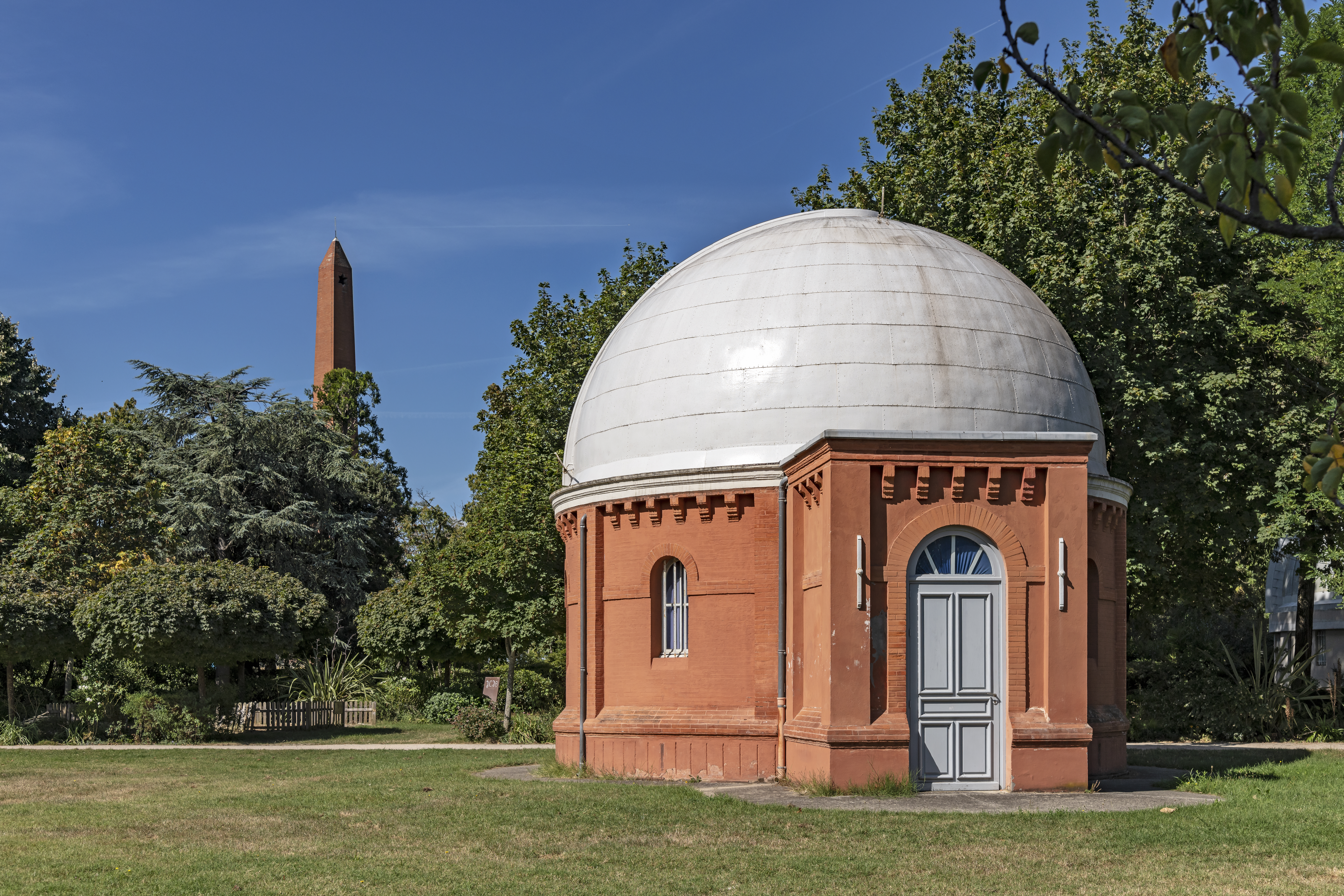
La couple Urbain Vitry.
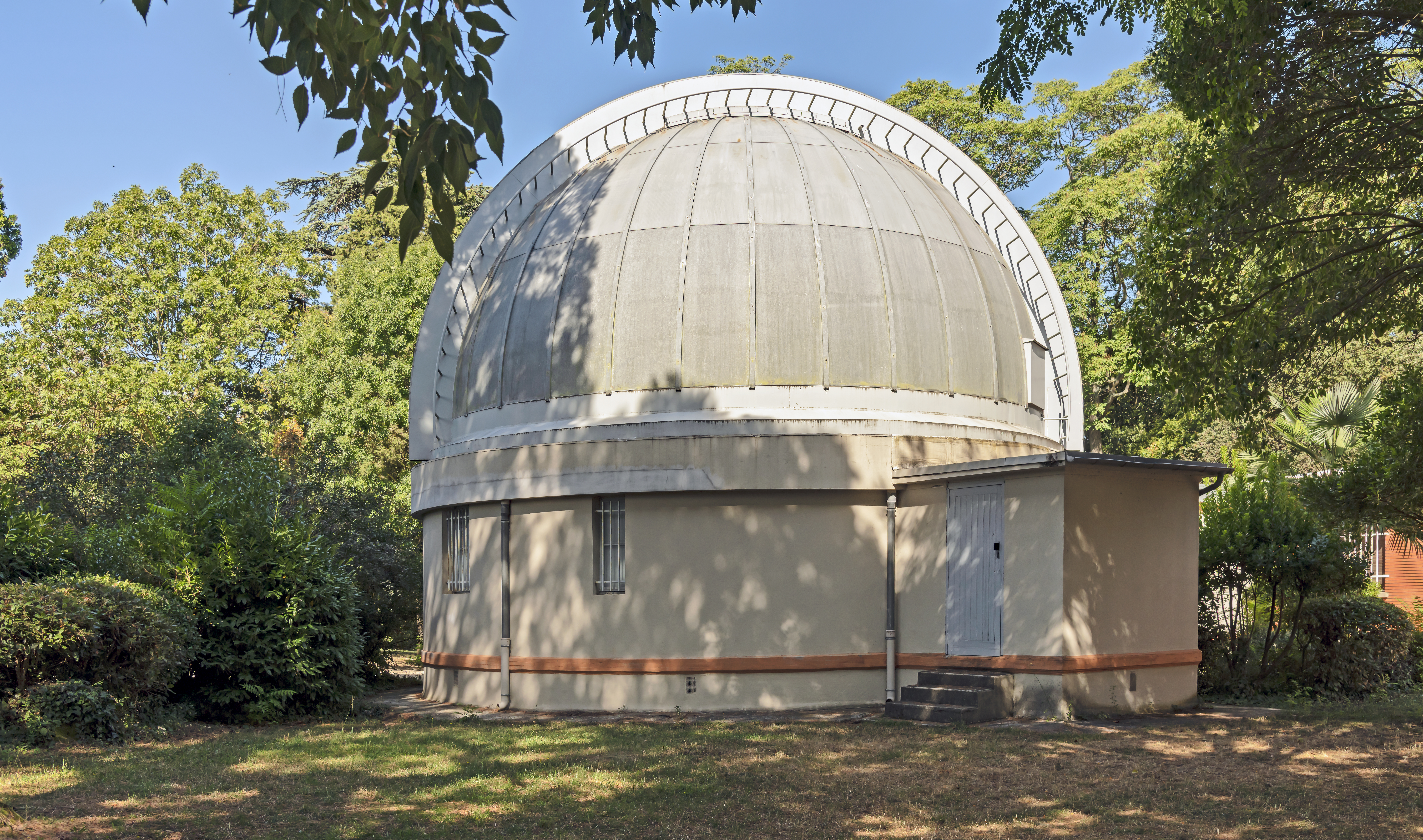
Coupole du télescope de 83 cm.